# Aldershot FC
El Aldershot FC fue un equipo de fútbol de Inglaterra que jugó en la English Football League de 1926 a 1992.

## Historia
Fue fundado en el año 1926 en la ciudad de Aldershot con el nombre Aldershot Town cuando Jack White, un periodista deportivo, convenció a los oficiales del consejo munucipal de que el pueblo necensitaba a un equipo de fútbol profesional. En 1927 fueron miembros de la Southern League, liga de la que salieron campeones en la temporada 1929/30. En 1932 el nombre del equipo pasa a ser Aldershot.

### Primeros Años de Liga: 1932–1958
Aldershot terminó en el lugar 17 en la Third Division South, y al año siguiente finalizó de 14°. Fue en la temporada de 1935–36 que lograron avances al terminar en el lugar 11, pero en 1936–37 termonaron en último lugar, por lo que dependían de una reelección para evitar el descenso a la Southern League. En las siguientes temporadas lograron ascender al décimo lugar en la temporada de 1939. Al terminar de 18 en 1958 los mandó a jugar a la recién creada Football League Fourth Division en la temporada de 1958–59 luego de una reestructuración en the Football League que provocó que la Third Division se dividiera en dos categorías.

### The Fourth Division: 1958–1973
Aldershot F.C. fue uno de los equipos fundadores de la Fourth Division en 1958–59. En la FA Cup enfrentó al Carlisle United el 28 de enero de 1970 donde el Aldershot reportó un récord de asistencia de 19,138 espectadores. En su primera temporada finalizó en el lugar 22 y le fue aplicada nuevamente la reelección.
Logra el ascenso a la Third Division en la temporada 1972–73, su primer ascenso en 41 años en la liga. Terminó en cuarto lugar luego de superar al Newport County por diferencia de goles.

### The Third Division: 1973–1976
Aldershot terminó en octavo lugar en la Third Division en la temporada 1973-74, lo que parecía que pronto jugaría en la Second Division donde podría enfrentar equipos como Manchester United, Tottenham Hotspur, Nottingham Forest, Chelsea y Newcastle United. Pero el Aldershot terminó en el lugar 20 en 1975 y apenas salvó la categoría por diferencia de goles. Descendío por un punto en la temporada 1975–76.

### Regreso a la Fourth Division: 1976–1985
Dos años después de descender, el Aldershot casi regresa a la Third Division en 1978, pero perdió en el playoff de ascenso ante el Brentford. Pero aún, los equipos que lograron el ascenso en esa temporada fueron Watford y Swansea City, equipos que jugarían en la primera división cinco años después. Hubo una nueva decepción al año siguiente, luego de perder una serie a un partido ante el Wimbledon por el ascenso, equipo que sería miembro de la First Division y campeón de la FA Cup una década más tarde. En esa temporada, Aldershot superó en la clasificación final de la temporada a equipos como Portsmouth y Huddersfield Town, campeones de liga y de la FA Cup.
En 1981 Aldershot terminó en sexto lugar luego de perder el último partido nuevamente ante el Wimbledon FC. En la temporada de 1981–82 Aldershot finalizó en el lugar 16. Fue la primera temporada de la Football League donde se utilizó el sistema de "3 puntos por victoria", lo que hizo que terminara ocho puntos arriba de la zona de reelección.
Continuó el sufrimiento en la Fourth Division hasta la llegada del entrenador Len Walker en junio de 1985. Sin embargo, la temporada de 1983–84 fue solo un pequeño respiro, y Aldershot terminó de quinto, antes de terminar en el lugar 13 en la siguiente temporada.
En 1984–85 Aldershot recibió a un joven delantero del Millwall a préstamo, Teddy Sheringham, quien más tarde sería seleccionado nacional. El entrenador del Millwall George Graham dijo que vendería a Sheringham al Aldershot, pero a no menos de £5,000.

### Últimos años: 1985–1992
La llegada de Len Walker como entrenador en junio de 1985 revivió un poco al Aldershot. Luego de terminar en el lugar 16 en la temporada de 1985–86 y salvarse de la reelección en los últimos partidos de la temporada, emergió como un equipo contendiente por el ascenso en la temporada 1986–87 al finalizar en sexto lugar con 70 puntos, la última plaza de clasificación al playoff de ascenso. En su primera temporada en los play-offs, enfrentó en semifinales al equipo de la Third Division Bolton Wanderers (cuatro veces campeón de la FA Cup, y recientemente equipo de la First Division en 1980) por primera vez y ganaron. En la final enfrentaron al Wolverhampton Wanderers, otro equipo histórico tres veces campeón nacional, cuatro veces campeón de la FA Cup y dos veces ganador de la Football League Cup, que había descendido de la primera división en 1984. Aldershot le infligió a los Wolves una de sus más humillantes derrotas en su historia por un marcador global de 3–0.
El Aldershot estaba condenado al descenso a la Fourth Division en la temporada 1987–88, pero salvó la categoría por tres puntos de diferencia y uno de los playoff de descenso. Sin embargo, una desastrosa temporada 1988–89 dejó al Aldershot en el último lugar con solo ocho victorias y 37 puntos.
En ese momento pasaba por una crisis financiera que llenó al club de deudas antes del inicio de la temporada de 1989–90, por lo que el Aldershot sería expulsado de la Football League luego de pelear por el ascenso. Aldershot terminó en el lugar 22 en la Fourth Division en esa temporada, y estuvo en peligro de otro descenso en abril.
Sin embargo, la crisis financiera empeoró al iniciar la temporada de 1990–91. El 31 de julio de 1990 el Aldershot fue enviado a la High Court como acusado condenado por "insolvencia sin esperanza" por las deudas por £495,000. Pero la orden fue levantada el 7 de agosto de 1990 cuando Spencer Trethewy, dirigente del club desde hace 19 años, pagó £200,000 para salvar al club y permitirle jugar en la Fourth Division. La aparición de Trethewy no daba recursos para que el club continuara activo, por lo que renunció el 1 de noviembre de 1990. Trethewy fue arrestado en 1994 por delitos de fraude y fue condenado a dos años de cárcel.
Los problemas del Aldershot continuaron terminando en los últimos lugares en la temporada 1990–91. Contrataron a Roger Davis, Dion Smith y Steve Batler para terminar la temporada. Esos cambios llegaron tarde para salvar a los Shots de los puestos bajos de la clasificación. No hubo descenso en esa temporada por la expansión de la liga de 92 a 93 clubes.
El 5 de enero de 1991 hubo un nuevo respiro para el club luego de empatar contra el West Ham United por la tercera ronda de la FA Cup en Upton Park. Los Hammers ganaron el replay por 6–1 y alcanzaron las semifinales, así como el ascenso a la First Division en esa temporada.
Len Walker abandonó el puesto de gerente general en marzo de 1991, con Brian Talbot renunciando como jugador-entrenador.
Sin embargo, las deudas del Aldershot lo hacían inelegible para jugar en la temporada 1991–92 de la Fourth Division, temporada en la que el club se estaba hundiendo. Aun así, los problemas se reflejaron en el campo del Aldershot y estaban en los últimos lugares.
El entrenador Brian Talbot regresó en noviembre de 1991 como reemplazo de Ian McDonald.
El 25 de marzo de 1992 el Aldershot F.C. finalmente se declaró en bancarrota y fue obligado a abandonar la Football League. El último partido fue una derrota por 0-2 ante el Cardiff City en Ninian Park el 20 de marzo. El último partido de local fue una derrota por 0-3 ante el Lincoln City el 14 de marzo. Los últimos ocho partidos del Aldershot fuero derrotas y no ganaron ninguno de los últimos 16 partidos de liga; teniendo su última victoria el 28 de diciembre de 1991 de visita contra el Maidstone United en la Fourth Division. Irónicamente, el Maidstone también se declaró en bancarrota y abandonó la Football League cinco meses después del retiro del Aldershot.
El récord del Aldershot en la temporada de 1991–92 de 36 fue expugnado.

### El Nuevo Aldershot: Desde 1992
En respuesta a la bancarrota, un grupo de aficionados crearon un nuevo club, el Aldershot Town, que inicío en la Isthmian League Division Three, cinco niveles por debajo de la liga en la que el Aldershot F.C. estaba jugando. El Aldershot Town jugaría en la League Two luego de lograr el ascenso el 15 de abril de 2008, pero descendería a la Conference Premier el 27 de abril de 2013.

## Palmarés
Southern League: 1
1929–30
London Combination: 1
1931

## Récords
| Mejor Ubicación en Liga              | Football League Third Division 8°, 1973–74                  |
| Mejor Participación en la FA Cup     | Replay 5ª ronda, 1932–33 y 1978–79                          |
| Mejor Participación en la League Cup | 4ª ronda, 1983–84                                           |
| Mayor Asistencia de Local            | 19,138: vs Carlisle United, Replay 4ª ronda FA Cup, 1969–70 |
| Más Goles en una Temporada de Liga   | 83, Football League Fourth Division, 1963–64                |
| Goleador en Liga                     | Jack Howarth; 171, 1965–1977                                |
| Más Apariciones en Liga              | Murray Brodie; 461, 1970–1983                               |
| Mayor Compra                         | £54,000: Colin Garwood del Portsmouth, 1979–80              |
| Mayor Venta                          | £150,000: Tony Lange al Wolverhampton Wanderers, 1989–90    |